# محطة بوزنيقة
محطة بوزنيقة محطة قطار في مدينة بوزنيقة المغربية، في جهة الشاوية ورديغة.
هي تابعة للمكتب الوطني للسكك الحديدية ويخدمها القطار المكوكي السريع.